# Laurie Metcalf
Laura Elizabeth Metcalf, detta Laurie (Carbondale, 16 giugno 1955), è un'attrice statunitense, nota per il ruolo di Jackie Harris nella sit-com Pappa e ciccia e per il ruolo di Mary Cooper nella sit-com The Big Bang Theory.
Nel 2017 viene diretta da Greta Gerwig nell'acclamata commedia drammatica Lady Bird, per la quale la Metcalf ha ricevuto la candidatura ai Golden Globe, al Premio BAFTA, agli Screen Actors Guild Award e al Premio Oscar nella sezione miglior attrice non protagonista. Acclamata attrice di Broadway, ha vinto il Tony Award alla miglior attrice protagonista in un'opera teatrale nel 2017 per la sua performance nella pièce A Doll's House - Part 2 e il Tony Award alla miglior attrice non protagonista in un'opera teatrale per Tre donne alte nel 2018. Inoltre ha vinto quattro Premi Emmy per il suo lavoro sul piccolo schermo.

## Biografia

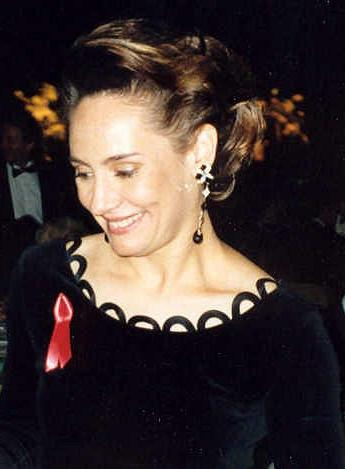
Laurie Metcalf ai Premi Emmy 1992

Nata nell'Illinois, maggiore di tre figli, si appassiona ben presto alla recitazione ed in special modo al teatro. Dopo gli studi alla Illinois State University, entra a far parte della compagnia teatrale di Chicago, Steppenwolf Theatre Company. Nel 1983 riceve un Obie Award come miglior attrice per la sua performance in Balm in Gilead. Continua per diversi anni a lavorare in teatro portando in scena svariate opere ed interpretando alcuni monologhi. Il suo debutto cinematografico risale al 1985 in Cercasi Susan disperatamente, in seguito lavora nei film Gli irriducibili, Io e zio Buck, Affari sporchi, Uno sconosciuto alla porta e JFK - Un caso ancora aperto, ma ottiene la popolarità grazie al ruolo di Jackie Harris nella sit-com Pappa e ciccia, che la vede recitare al fianco di Roseanne Barr dal 1988 al 1997.
Dopo la fine della serie, è apparsa in film come U Turn - Inversione di marcia, Scream 2 e Bulworth - Il senatore. L'attrice è anche una nota doppiatrice, che ha prestato la sua voce per film d'animazione come Toy Story - Il mondo dei giocattoli, Toy Story 2 - Woody e Buzz alla riscossa, Il pianeta del tesoro e I Robinson - Una famiglia spaziale. È stata ospite di diverse serie televisive come Detective Monk, Frasier, Grey's Anatomy e Desperate Housewives, in quest'ultima ha impersonato Carolyn Bigsby nella terza stagione. Ultimamente è apparsa nei film Donne, regole... e tanti guai! e Stop-Loss. Dal 2007 interpreta Mary Cooper, la madre di Sheldon Cooper, uno dei protagonisti della sitcom The Big Bang Theory. Nel 2017 prende parte a Lady Bird, primo film diretto da Greta Gerwig, che le vale una candidatura ai Golden Globe e due ai Screen Actors Guild Award.

## Vita privata
Si è sposata nel 1983 con il cofondatore della Steppenwolf Theatre Company, Jeff Perry da cui ha avuto una figlia di nome Zoe (chiamata così in onore della zia, il premio Pulitzer Zoë Akins), la quale è sua volta interprete della madre, da giovane, del piccolo Sheldon Cooper in Young Sheldon. Nel 1992 divorzia da Perry e nel 1993 si lega all'attore Matt Roth, che sposa nel 2005 e da cui divorzia nel 2014. Hanno avuto tre figli: Will Theron (1993), Donovan (2000) e Mae Akins (2005).

## Filmografia parziale

### Attrice

#### Cinema
- Un matrimonio (A Wedding), regia di Robert Altman (1978)
- Cercasi Susan disperatamente (Desperately Seeking Susan), regia di Susan Seidelman (1985)
- Cercasi l'uomo giusto (Making Mr. Right), regia di Susan Seidelman (1987)
- Un gentleman a New York (Star end Bars), regia di Pat O'Connor (1988)
- Io e zio Buck (Uncle Buck), regia di John Hughes (1989)
- Affari sporchi (Internal Affairs), regia di Mike Figgis (1990)
- Uno sconosciuto alla porta (Pacific Heights), regia di John Schlesinger (1990)
- JFK - Un caso ancora aperto (JFK), regia di Oliver Stone (1991)
- Amanti, primedonne (Mistress), regia di Barry Primus (1992)
- Dangerous Woman - Una donna pericolosa (A Dangerous Woman), regia di Stephen Gyllenhaal (1993)
- Occhi nelle tenebre (Blink), regia di Michael Apted (1994)
- Via da Las Vegas (Leaving La Vegas), regia di Mike Figgis (1995)
- Strani miracoli (Dear God), regia di Garry Marshall (1996)
- U Turn - Inversione di marcia (U Turn), regia di Oliver Stone (1997)
- Hellcab - Un inferno di taxi (Chicago Cab), regia di Mary Cybulski e John Tintori (1997)
- Scream 2, regia di Wes Craven (1997)
- Bulworth - Il senatore (Bulworth), regia di Warren Beatty (1998)
- Se scappi, ti sposo (Runaway Bride), regia di Garry Marshall (1999)
- Dick e Jane - Operazione furto (Fun with Dick and Jane), regia di Dean Parisot (2005)
- Donne, regole... e tanti guai! (Georgia Rule), regia di Garry Marshall (2007)
- Stop-Loss, regia di Kimberly Peirce (2008)
- Lady Bird, regia di Greta Gerwig (2017)
- Somewhere in Queens, regia di Ray Romano (2022)

#### Televisione
- Un giustiziere a New York (The Equalizer) – serie TV, 1 episodio (1986)
- Pappa e ciccia (Roseanne) – serie TV, 230 episodi (1988-2018)
- Dharma & Greg – serie TV, episodio 1x11 (1997)
- Una famiglia del terzo tipo (3rd Rock from the Sun) – serie TV, 3 episodi (1998)
- Always Outnumbered - Giustizia senza legge (Always Outnumbered) – film TV (1998)
- Malcolm – serie TV, episodio 5x13 (2003)
- Frasier – serie TV, episodio 11x15 (2004)
- Absolutely Fabulous – serie TV, 1 episodio (2004)
- Senza traccia (Without a Trace) – serie TV, episodio 4x08 (2005)
- Detective Monk (Monk) – serie TV, episodio 4x11 (2006)
- Grey's Anatomy – serie TV, episodio 2x22 (2006)
- Desperate Housewives – serie TV, 4 episodi (2006)
- The Big Bang Theory – serie TV, 14 episodi (2007-2019)
- Getting On – serie TV, 18 episodi (2013-2015)
- Portlandia – serie TV, 1 episodio (2017)
- Supergirl – serie TV, 1 episodio (2018)
- The Conners – serie TV, 106 episodi (2018-2024)
- The Dropout – serie TV, 4 episodi (2022)
- Hacks – serie TV, 2 episodi (2022)

#### Web
- Horace and Pete - webserie, 1 episodio (2016)
- Carol e la fine del mondo (Carol & The End of the World) – serie TV, 3 episodi (2023)

### Doppiatrice
- Toy Story - Il mondo dei giocattoli (Toy Story), regia di John Lasseter (1995)
- King of the Hill - serie animata 1 episodio (1997)
- Toy Story 2 - Woody e Buzz alla riscossa (Toy Story 2), regia di John Lasseter, Lee Unkrich e Ash Brannon (1999)
- Il pianeta del tesoro (Treasure Planet), regia di Ron Clements e John Musker (2002)
- I Robinson - Una famiglia spaziale (Meet the Robinsons), regia di Stephen J. Anderson (2007)
- Toy Story 3 - La grande fuga (Toy Story 3), regia di John Lasseter (2010)
- Toy Story 4, regia di Josh Cooley (2019)

## Teatro
- Lo zoo di vetro di Tennessee Williams, regia di H.E. Baccus. Steppenwolf Theatre di Chicago (1979)
- Balm in Gilead di Lanford Wilson, regia di John Malkovich. Steppenwolf Theatre e Apollo Theater Center di Chicago (1980-1981), Circle Repertory Theatre di New York (1984-1985)
- Coyote Ugly di Lynn Siefert, regia di John Malkovich. Steppenwolf Theatre di Chicago (1985)
- You Can't Take It with You di George S. Kaufman e Moss Hart, regia di Frank Galati. Steppenwolf Theatre di Chicago (1985-1986)
- Bodies, Rest and Motion di Roger Hedden, regia di Billy Hopkins. Lincoln Center di New York (1986-1987)
- Educating Rita di Willy Russell, regia di Jeff Perry. Steppenwolf Theatre di Chicago e Westside Theatre di New York (1987)
- My Thing of Love di Alexandra Gersten, regia di Michael Maggio. Steppenwolf Theatre di Chicago (1992), Martin Beck Theatre di Broadway (1995)
- Libra, da Don DeLillo, regia di John Malkovich. Steppenwolf Theatre di Chicago (1994)
- Erano tutti miei figli di Arthur Miller, regia di Howard Davies. National Theatre di Londra (2001)
- The Quality of Life, scritto e diretto da Jane Anderson. Geffen Theatre di Los Angeles (2007)
- November di David Mamet, regia di Joe Mantello. Ethel Barrymore Theatre di Broadway (2007)
- The Quality of Life, scritto e diretto da Jane Anderson. American Conservatory Theatre di New York (2008)
- Voice Lessons di Justin Tanner, regia di Tanner e Bart DeLorenzo. Zephyr Theatre di Los Angeles (2009)
- Brighton Beach Memoirs di Neil Simon, regia di David Cromer. Nederlander Theatre di Broadway (2009)
- A Lie of the Mind di Sam Shepard, regia di Ethan Hawke. Acorn Theatre di New York (2010)
- Voice Lessons di Justin Tanner, regia di Tanner e Bart DeLorenzo. Studio Theatre di New York (2010), The Broadwater di Los Angeles (2011)
- Detroit di Lisa D'Amour, regia di Austin Pendleton. Steppenwolf Theatre di Chicago (2010)
- The Other Place di Sharr White, regia di Joe Mantello. Lucille Lorter Theatre di New York (2011)
- Lungo viaggio verso la notte di Eugene O'Neill, regia di Anthony Page. Apollo Theatre di Londra (2012)
- The Other Place di Sharr White, regia di Joe Mantello. Samuel J. Friedman Theatre di New York (2013)
- Domesticated di Bruce Norris, regia di Anna D. Shapiro. Lincoln Center di Broadway (2013-2014)
- Erano tutti miei figli di Arthur Miller, regia di Stephen Hamilton. John Drew Theatre di East Hampton (2015)
- Misery di William Goldman, da Stephen King, regia di Will Frears. Broadhurst Theatre di Broadway (2015-2016)
- Voice Lessons di Justin Tanner, regia di Tanner e Bart DeLorenzo. Steppenwolf Theatre di Chicago (2016)
- A Doll's House, Part 2, di Lucas Hnath, regia di Sam Gold. John Golden Theatre di Broadway (2017)
- Tre donne alte di Edward Albee, regia di Joe Mantello. John Golden Theatre di Broadway (2018)
- Hillary & Clinton di Lucas Hnath, regia di Joe Mantello. John Golden Theatre di Broadway (2019)
- Chi ha paura di Virginia Woolf? di Edward Albee, regia di Joe Mantello. Booth Theatre di Broadway (2020)
- Grey House di Levi Holloway, regia di Joe Mantello. Lyceum Theatre di Broadway (2023)

## Riconoscimenti
- Premio Oscar
  - 2018 – Candidatura alla migliore attrice non protagonista per Lady Bird
- Golden Globe
  - 1993 – Candidatura alla migliore attrice non protagonista in una serie, miniserie o film televisivo per Pappa e ciccia
  - 1995 – Candidatura alla migliore attrice non protagonista in una serie, miniserie o film televisivo per Pappa e ciccia
  - 2018 – Candidatura alla migliore attrice non protagonista per Lady Bird
- Screen Actors Guild Award
  - 2007 – Candidatura al miglior cast in una serie commedia per Desperate Housewives
  - 2018 – Candidatura al miglior cast per Lady Bird
  - 2018 – Candidatura alla migliore attrice non protagonista per Lady Bird
- Tony Award
  - 2008 – Candidatura alla migliore attrice non protagonista in un'opera teatrale per November
  - 2013 – Candidatura alla migliore attrice in un'opera teatrale per The Other Place
  - 2016 – Candidatura alla migliore attrice in un'opera teatrale per Misery
  - 2017 – Migliore attrice in un'opera teatrale per A Doll's House, Part 2
  - 2018 – Migliore attrice non protagonista in un'opera teatrale per Tre donne alte
  - 2019 – Candidatura alla migliore attrice in un'opera teatrale per Hillary & Clinton
- Premio Emmy
  - 1992 – Migliore attrice non protagonista in una serie commedia per Pappa e ciccia
  - 1993 – Migliore attrice non protagonista in una serie commedia per Pappa e ciccia
  - 1994 – Migliore attrice non protagonista in una serie commedia per Pappa e ciccia
  - 1995 – Candidatura alla migliore attrice non protagonista in una serie commedia per Pappa e ciccia
  - 2018 – Candidatura alla migliore attrice non protagonista in una serie commedia per Pappa e ciccia
  - 2022 – Miglior guest star in una serie commedia per Hacks

## Doppiatrici italiane
Nelle versioni in italiano delle opere in cui ha recitato, Laurie Metcalf è stata doppiata da:
- Paola Giannetti in Dangerous Woman - Una donna pericolosa, Grey's Anatomy, Desperate Housewives
- Laura Boccanera in The Big Bang Theory (st. 2-12), Lady Bird, The Dropout
- Silvia Pepitoni in Pappa e ciccia, The Big Bang Theory (st. 1)
- Fabrizia Castagnoli in Cercasi Susan disperatamente
- Sonia Scotti in Affari sporchi
- Isabella Pasanisi in JFK - Un caso ancora aperto
- Cristina Boraschi in Amanti, primedonne
- Lorena Bertini in Scream 2
- Roberta Greganti in Senza traccia
- Barbara Castracane in Detective Monk
- Roberta Pellini in Getting On

Da doppiatrice, è stata sostituita da:
- Pinella Dragani in Toy Story - Il mondo dei giocattoli, Toy Story 2 - Woody e Buzz alla riscossa, Toy Story 3 - La grande fuga, Toy Story 4
- Monica Gravina in God, the Devil and Bob
- Franca D'Amato ne Il pianeta del tesoro
- Cristina Noci ne I Robinson - Una famiglia spaziale
- Aurora Cancian in Carol e la fine del mondo